# Île Saint-Aubin
Pour les articles homonymes, voir Saint-Aubin.
L'île Saint-Aubin est une île formée par la Vieille Maine, la Sarthe et la Mayenne, située au nord d'Angers, dans les Basses vallées angevines, dont l'île représente 1/10e de la superficie.
D'une superficie de 600 hectares, elle est constituée essentiellement de prairies naturelles exploitées pour le foin et le pâturage sur regain (repousse après fauche).
Le territoire de l'île Saint-Aubin est entièrement situé sur la commune d'Angers. Il n'y a pas de pont pour y accéder ; l'accès se fait par un bac.
L'île possède une biodiversité d'une grande richesse pour un site en limite  urbaine. Elle est une Zone naturelle d'intérêt écologique, faunistique et floristique. L'île Saint-Aubin est une zone naturelle urbaine inscrite dans le périmètre Natura 2000. Elle fait partie de la Zone de protection spéciale des Basses vallées angevines.

## Historique

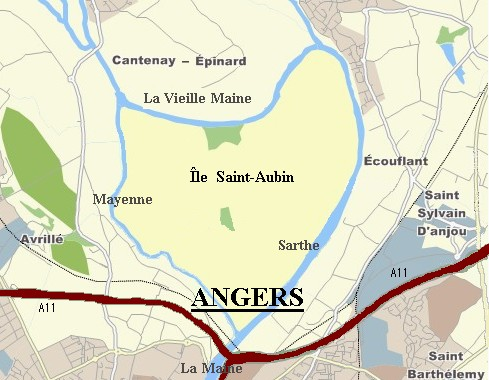
Localisation de l'île Saint-Aubin à Angers.

En 978, l'« île du Mont » est donnée aux moines bénédictins de l'abbaye Saint-Aubin d'Angers. Au Xe siècle, ceux-ci  entreprennent un déboisement massif de l'île ainsi que des travaux d'assèchement. Plusieurs canaux de drainage sont creusés, des portes à flots (écluses rudimentaires) mises en place pour gérer le niveau des eaux et des ponts construits pour circuler plus facilement. Au XIe siècle, ils bâtissent un prieuré et une abbaye sur le mont de l'île, que l'on retrouve régulièrement sous la dénomination d'île de « Tirimont ».
En 1825, un édit de Charles X fixe la constitution du syndicat de l'île chargé des travaux.
Les bâtiments constituant aujourd'hui la « Ferme » de l'île, demeurent, malgré les métamorphoses, le témoignage de l'occupation de l'île par les moines bénédictins depuis le Moyen Âge.
Particularité de l'île : l'unité de mesure y est l'arpent (2/3 d'hectare).

## Biotope

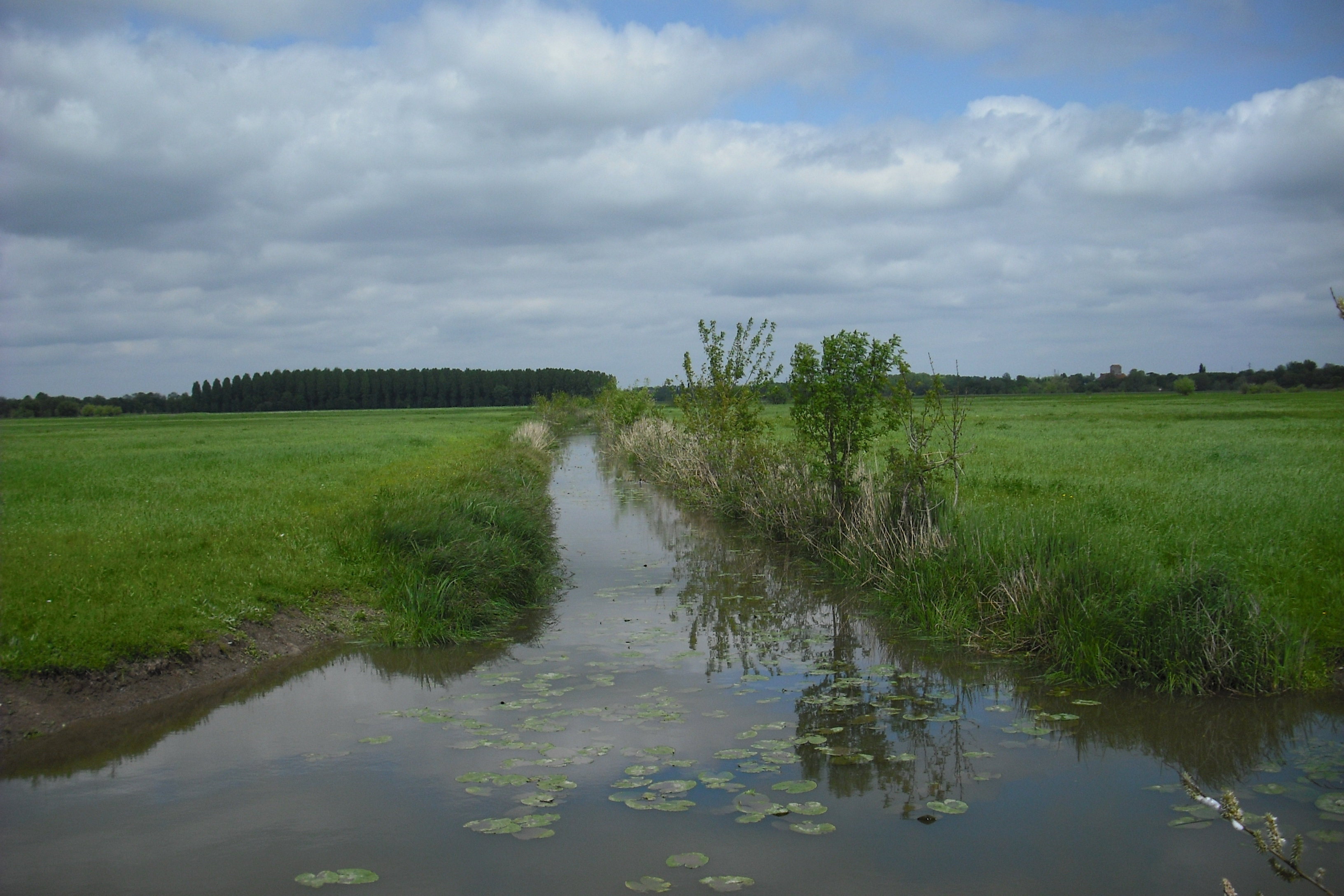
L'île Saint-Aubin en mai 2009.

Cette île est dans sa majeure partie régulièrement inondée, une centaine de jours par an, et est reconnue Zone humide d'importance internationale dans le cadre des Basses Vallées Angevines suivant la convention de Ramsar. Seul le périmètre des bâtiments de la ferme est hors inondation et reste une île lors des crues.
Ces inondations apportent des limons enrichissant le sol. Les brochets y trouvent une frayère naturelle. Quelque 20 000 oiseaux d'eau y séjournent tant en hivernage que lors des haltes migratoires. Cette île représente le plus important site de nidification du râle des genêts des Pays de la Loire.
Le site est classé en Zone de protection spéciale (ZPS) ainsi qu'en zone naturelle d'intérêt écologique, faunistique et floristique. L'île Saint-Aubin s'intègre dans le réseau européen Natura 2000.
Les bâtiments restaurés de la « Ferme », à l'initiative de la municipalité d'Angers, accueillent aujourd'hui un centre d'information et d'interprétation de la faune et de la flore de l'île Saint-Aubin.

## La chasse

### Techniques traditionnelles
Des modes de chasse au gibier d'eau y sont très particuliers et font partie du patrimoine culturel des Basses vallées angevines. Ces modes de chasse ne se rencontrent qu'en Anjou :
- Le malonnage : technique consistant à lancer un mâle colvert en l'air au moment du passage du vol des canards sauvages. Celui-ci se rend directement auprès de sa cane placée sur l'eau et attachée à une cordée. Les canards sauvages voyant leur congénère se poser, sont incités à faire de même.
- Le nid de pie : système traditionnel permettant de chasser avec différents niveaux d'eau en faisant coulisser le nid sur un pylône.

### Association de chasse
Pour sauvegarder ces espaces naturels de qualité, la Fédération départementale des chasseurs du Maine-et-Loire a créé en 1984 l’Association départementale pour la protection de la faune sauvage et de ses habitats.
Cette association, financée exclusivement par les chasseurs, a pour objet d'acquérir des terrains d'intérêt écologique, de les gérer et de les transmettre aux générations futures. Actuellement, grâce aux 1,52 € prélevés sur le timbre fédéral, les chasseurs sont propriétaires du tiers de l'île[réf. nécessaire], ceci afin de préserver ces espaces naturels remarquables.

## Galerie

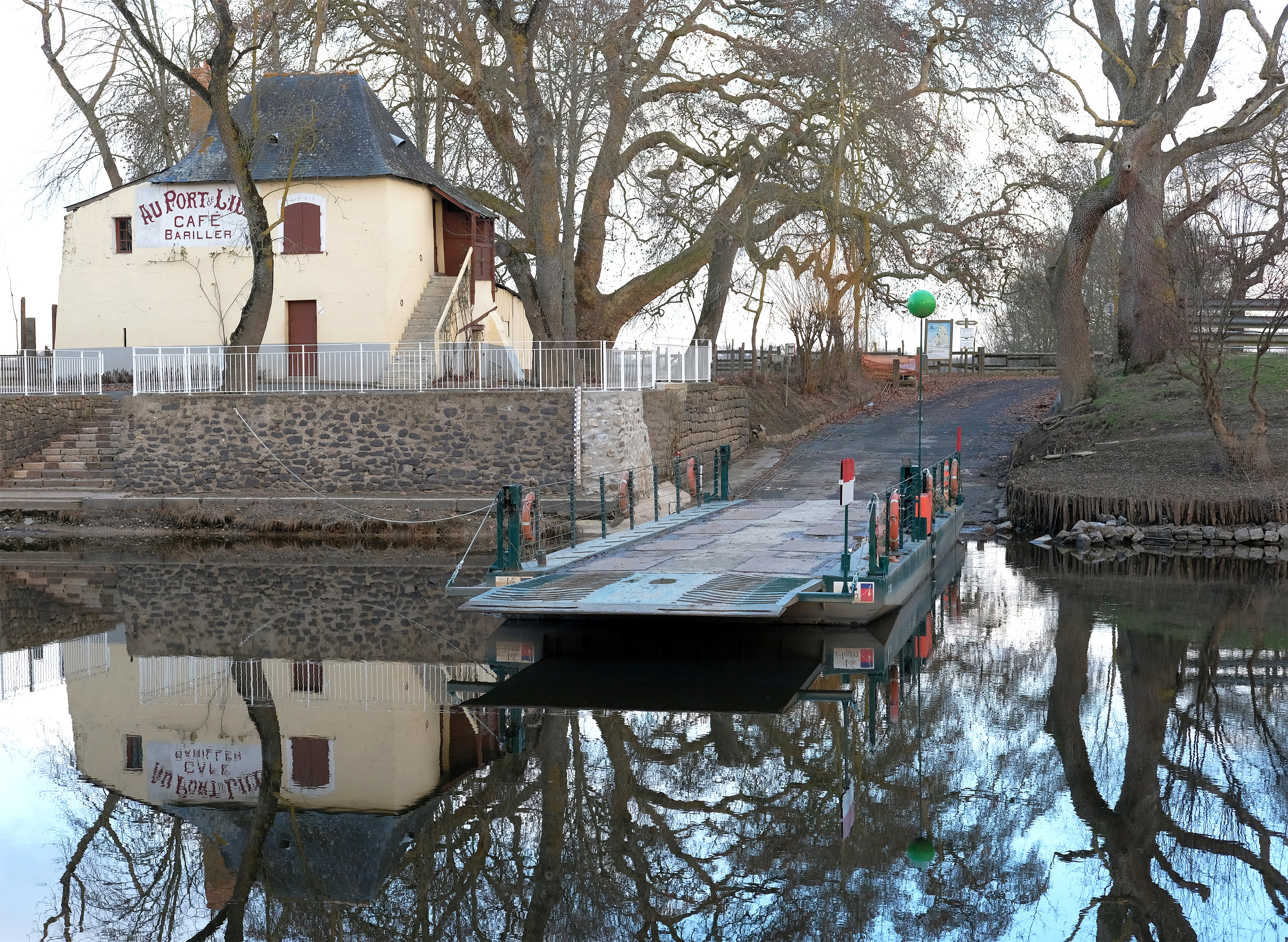
Bac d'accès à l'île.
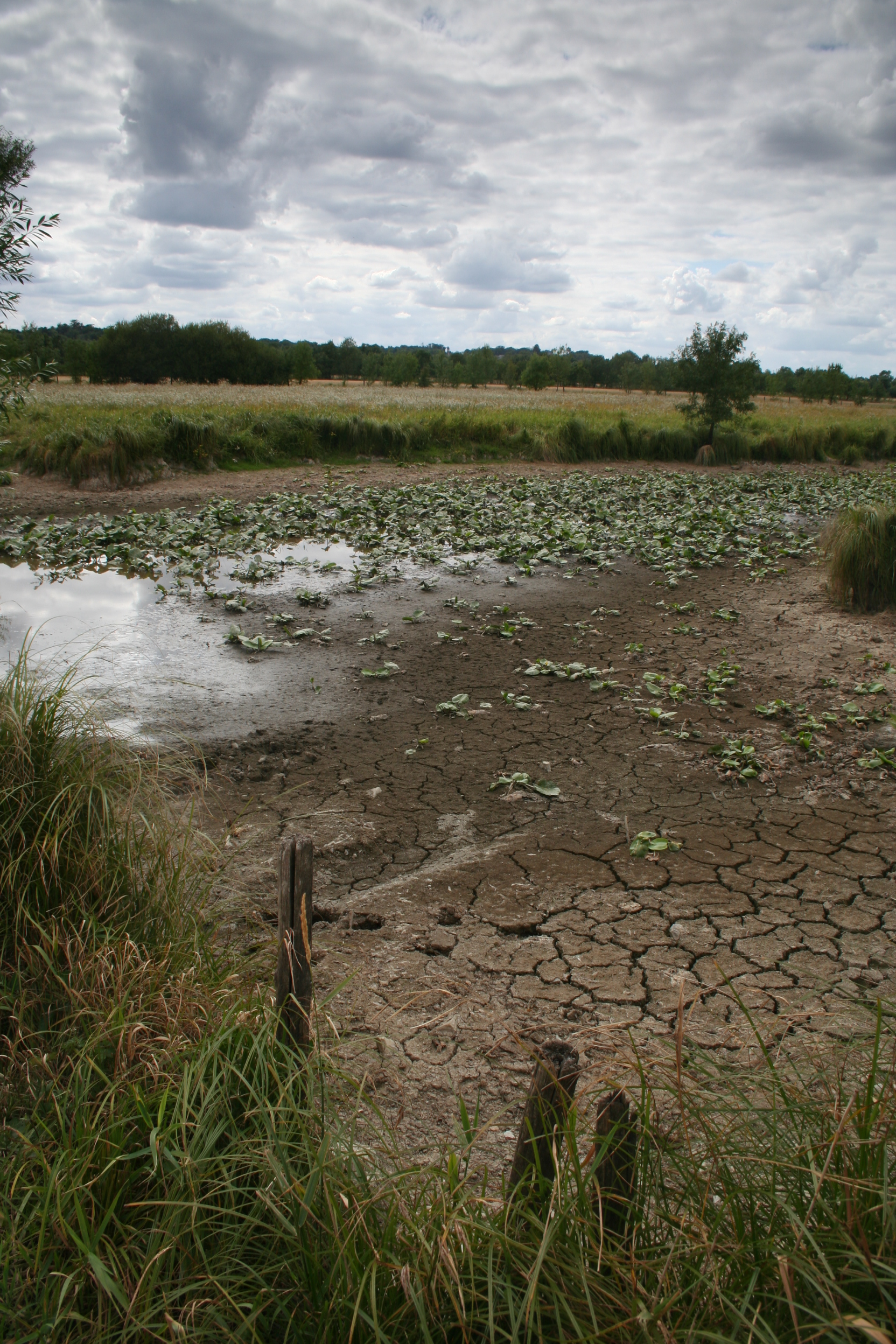
Un canal asséché.
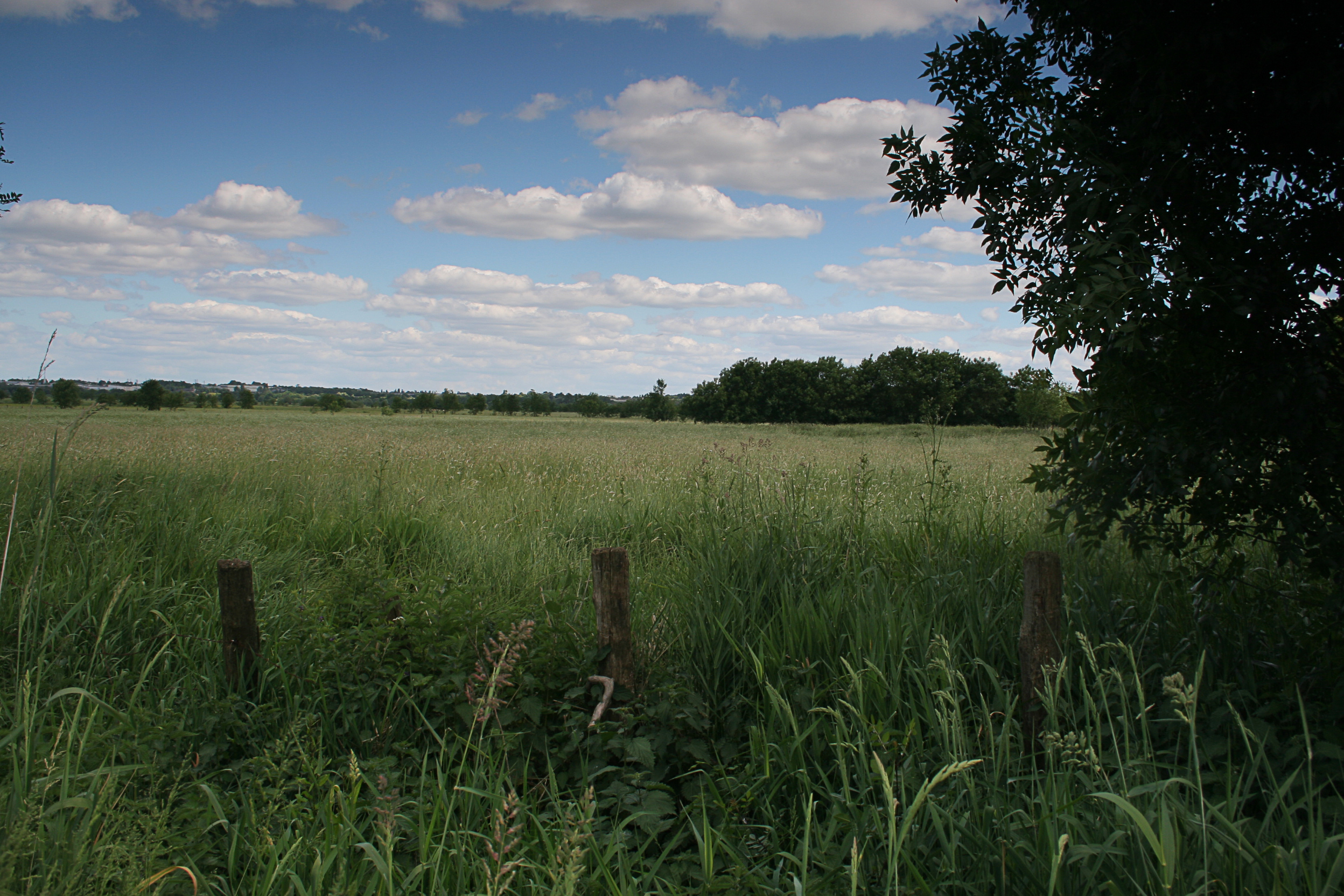
Une prairie.
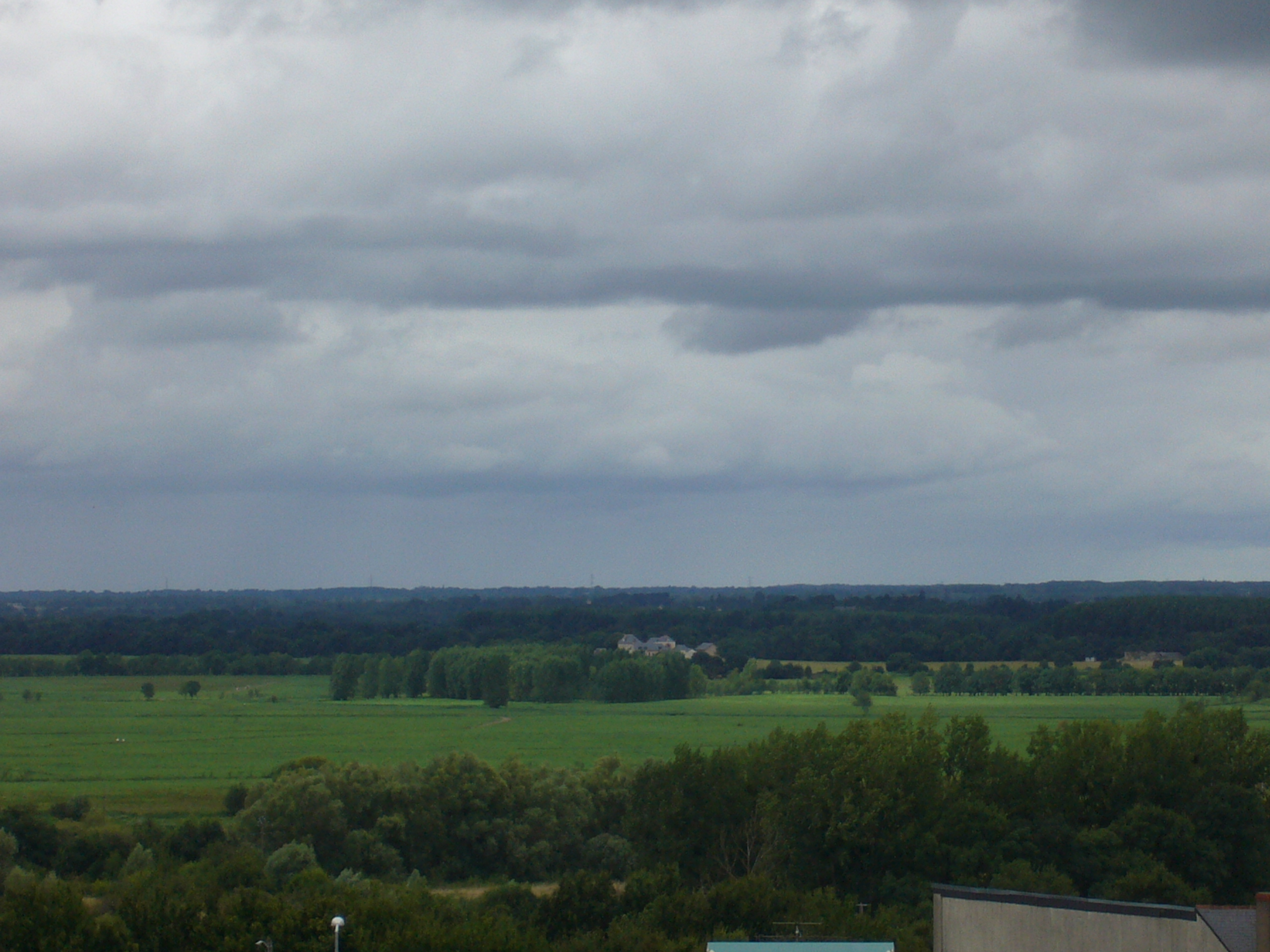
Vue générale de l'île. Au centre, les bâtiments restaurés de la ferme.
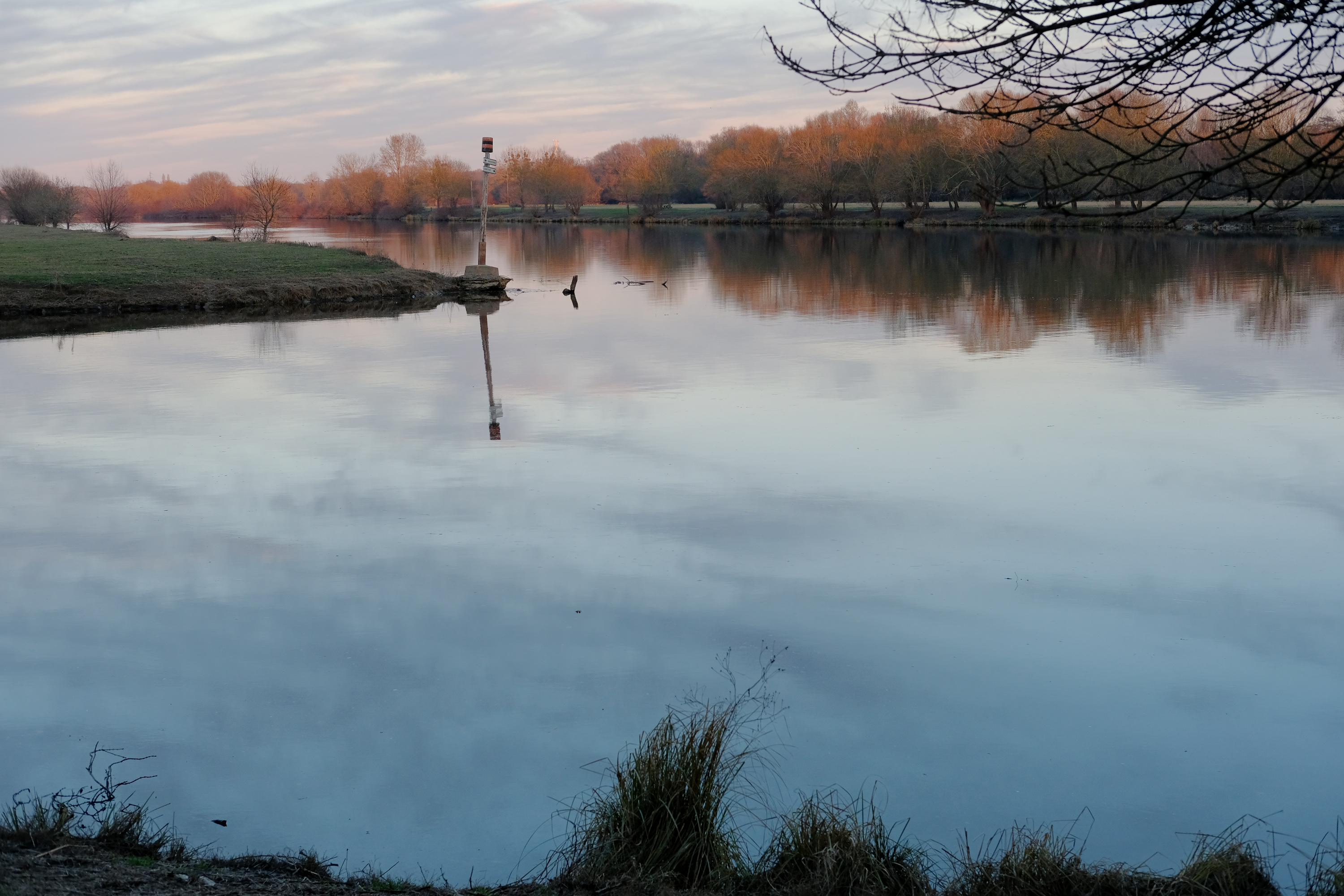
La pointe de l'île à la confluence de la Mayenne (en bas et à gauche) et de la Sarthe (en haut et à gauche) formant la Maine, au nord d'Angers.